# Merodon fulcratus
Merodon fulcratus är en tvåvingeart som först beskrevs av Becker 1913.  Merodon fulcratus ingår i släktet narcissblomflugor, och familjen blomflugor.
Artens utbredningsområde är Iran. Inga underarter finns listade i Catalogue of Life.